# Liste der Naturdenkmale in Mühlheim am Main
Die Liste der Naturdenkmale in Mühlheim am Main nennt die in der Stadt Mühlheim am Main im Landkreis Offenbach in Hessen gelegenen Naturdenkmale.
| Bild            | Bezeichnung                       | Ortsteil, Lage                                    | Beschreibung | Art            | Nr.     |
| --------------- | --------------------------------- | ------------------------------------------------- | --- | -------------- | ------- |
| Fotos hochladen | Basalt-Säulenwand                 | Mühlheim-Dietesheim 50° 6′ 41,8″ N, 8° 52′ 9,4″ O | Schutzobjekt ist die Oberfläche der strukturreichen Basaltsäulenwand, die aus einem durch Abbauarbeiten entstandenen Grundwassersee herausragt. Die typische Säulenstruktur ist gut zu erkennen, zum Teil bestehen kleine abgesetzte Vorsprünge. | Basalt         | 438 053 |
| BW              | Moor bei Hausen                   | Lämmerspiel 50° 5′ 23,5″ N, 8° 51′ 18,6″ O        | Seltenes Flachmoor mit ausgedehnten Torfmoospolstern. | Moor           | 438 057 |
| BW              | Schwarzpappel an der Rodaumündung | Mühlheim am Main 50° 7′ 48,9″ N, 8° 49′ 39,6″ O   | Etwa 28,5 m hohe Schwarzpappel mit typischem Habitus und altem Blitzschaden. Die Kronenbreite des Baumes beträgt etwa 15 m, der Stammumfang liegt bei etwa 5,25 m.                                                                               | Schwarz-Pappel | 438 071 |

## Belege
1. ↑  
Naturdenkmal. www.kreis-offenbach.de, abgerufen am 7. April 2020.

- Karte mit allen Koordinaten:
- OSM |
- WikiMap